# 小山運動公園陸上競技場兼サッカー場

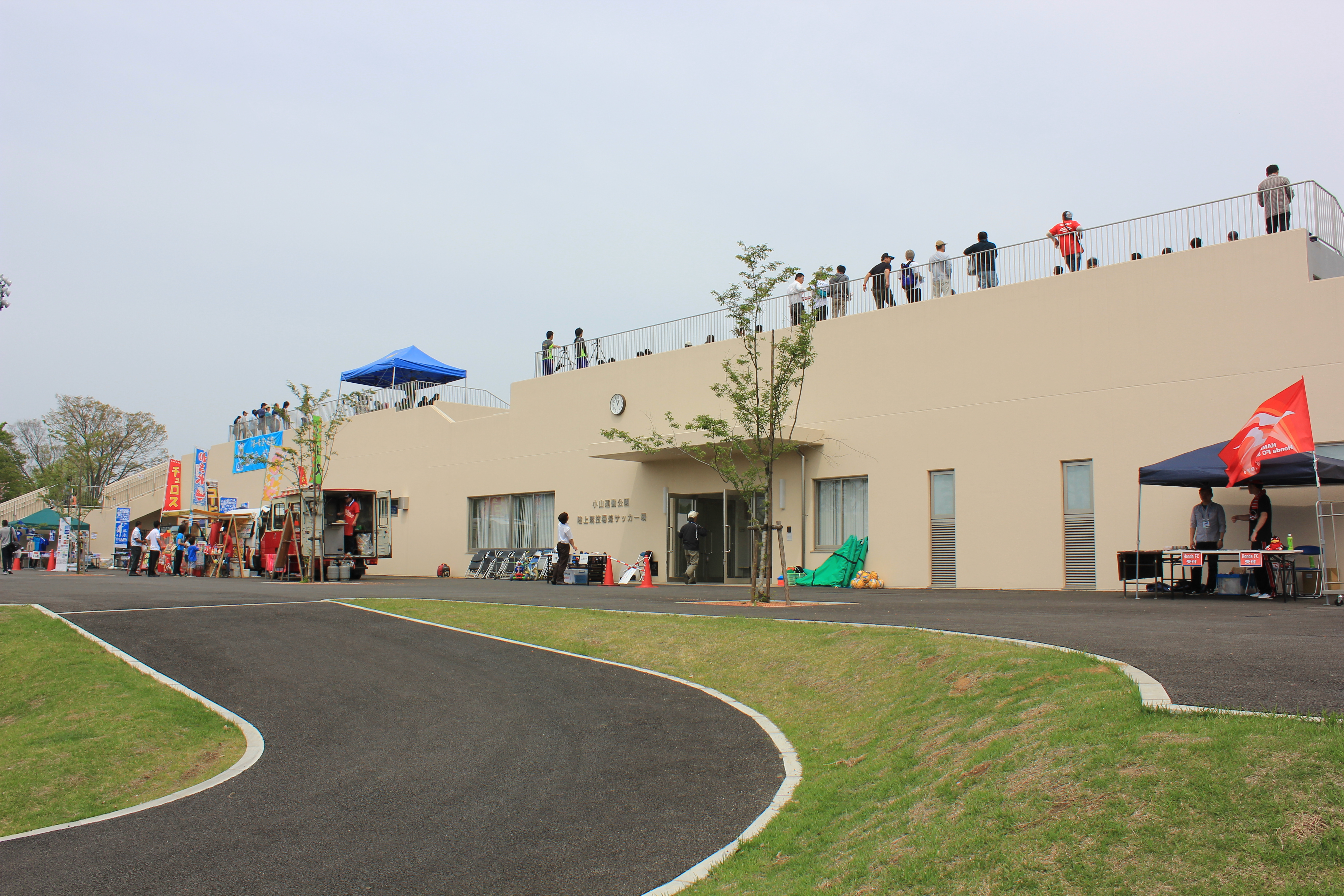
メインスタンド外観

小山運動公園陸上競技場兼サッカー場（おやまうんどうこうえんりくじょうきょうぎじょうけんサッカーじょう）は、栃木県小山市が所有している陸上競技及びサッカーの兼用スタジアムで、小山運動公園内に立地している。

## 施設概要
トラックはブルートラックを採用し、サッカー場としては、日本フットボールリーグ公式戦の開催実績がある。収容人数は5,000人（座席数は700あり、メインスタンド中央部のみ固定座席、他は芝生席）。

## 交通アクセス
- JR小山駅より車で20分.
- JR小田林駅より車で15分、徒歩60分
- JR結城駅より車で15分